# کامپچولا
کامپچولا (به اسپانیایی: Campechuela) یک منطقهٔ مسکونی در کوبا است که در استان گرانما واقع شده‌است. کامپچولا ۵۷۷ کیلومتر مربع مساحت و ۴۶٬۰۹۲ نفر جمعیت دارد و ۱۰ متر بالاتر از سطح دریا واقع شده‌است.